# Řada nešťastných příhod

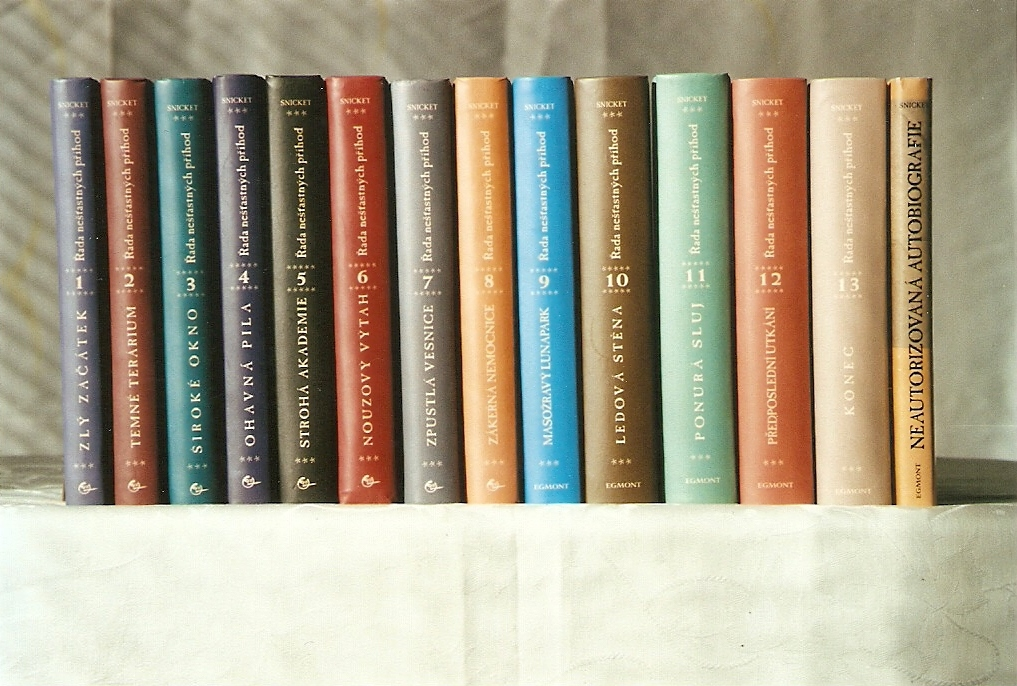
Všech 13 dílů Řady nešťastných příhod i s Neautorizovanou autobiografií

Řada nešťastných příhod je řada dětských knih, kterou napsal americký spisovatel Daniel Handler pod pseudonymem Lemony Snicket a ilustroval ji Brett Helquist.
První kniha této série se jmenuje Zlý začátek (The Bad Beginning) a byla v USA vydána 30. září 1999 nakladatelstvím HarperCollins Children’s Books. Poslední, třináctá kniha Konec (The End) vyšla V USA 13. října 2006. V češtině vydalo celou sérii nakladatelství Egmont.
Filmová verze je založena na prvních třech knihách série, Zlý začátek (The Bad Beginning), Temné terárium (The Reptile Room) a Široké okno (The Wide Window) a do kin přišla 17. prosince 2004 jako Řada nešťastných příhod (Lemony Snicket's A Series of Unfortunate Events).

## Počáteční nápad
V interview pro The A.V. Club Daniel Handler řekl, že se rozhodl napsat příběh pro děti, když zkoušel najít nakladatele pro svůj první román, The Basic Eight. V nakladatelství HarperCollins odmítli román vydat, ale projevili zájem o příběh pro děti. Handler si zpočátku myslel, že je to špatný nápad, nicméně se rozhodl sejít s lidmi z nakladatelství a tento návrh s nimi prodiskutovat. 
Přepracoval pak pro nakladatelství imitaci gotického románu pro dospělé, čímž vznikl Gotický příběh o dětech, jež vyrůstají obklopeny hroznými věcmi. K Handlerovu velkému překvapení se nakladateli jeho nápad zalíbil. 
Handler napsal knihu Zlý začátek (The Bad Beginning), první z Řady nešťastných příhod, kterou nakladatelství HarperCollins vydalo. V českém překladu kniha vyšla v roce 2001.

## Hlavní děj

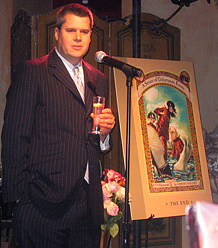
Daniel Handler

Kniha popisuje mládí tří sourozenců, Violet, Klause a Sunny Baudelairových poté, co jejich rodiče uhořeli při požáru rodinného domu. V knize Zlý začátek nejprve krátce žijí v rodině finančního poradce svých rodičů, pana Poea, načež jsou předáni do péče prvního z řady opatrovníků hraběte Olafa. Poe se po smrti rodičů Baudelairových stal správcem značného dědictví, jež má sourozencům připadnout, jakmile Violet dovrší 18 let. Hrabě Olaf je údajně jejich velmi vzdálený příbuzný. Violet, Klaus a Sunny brzy poznají, že je to nepřátelský, bezohledný a chamtivý člověk odhodlaný zmocnit se dědictví sourozenců Baudelairových jakýmikoli prostředky, ovšemže převážně nelegálními. V dalších šesti knihách pronásleduje Olaf sourozence, kamkoliv se hnou. Pokaždé se objeví v jiném přestrojení a spřádá neustále nové plány, jak se zmocnit jejich jmění. Snaha sourozenců přesvědčit své okolí o skutečné identitě hraběte Olafa naráží na lhostejnost, naivnost, nezájem a nevraživost dospělých kolem nich. V pozdějších dílech se do popředí dostává boj dobra a zla reprezentovaný rozkolem v tajemné dobrovolnické organizaci, jež se skrývá pod zkratkou D. P.
Každý ze tří sourozenců je nadán výraznými dovednostmi, které jim v během dobrodružství pomáhají uniknout Olafovým nástrahám a obstát v nepříliš přátelském světě dospělých. Violet dokáže konstruovat mechanické přístroje a zařízení, které jim nejednou zachrání život. Klaus je vášnivý čtenář a badatel s neuvěřitelnou pamětí, která se stává doslova studnicí mnohdy životně důležitých vědomostí. Sunny, přestože je zpočátku teprve v batolecím věku, má neobyčejně velké a ostré čtyři zuby, jež sourozence Baudelairovy nejednou vytáhnou z nepěkné šlamastiky. V pozdějších knihách se Sunny naučí i vařit a ze slabého dítěte se stane mladé děvče, jež začíná mluvit jednoduchým jazykem sestávajícím zprvu z krátkých neúplných vět a zvolání, v nichž se skrývá plno jinotajů a slovních hříček. Ke konci již začíná normálně hovořit. Její první skutečnou větou je zvolání „Nejsem mimino!“ v dílu Ledová stěna (The Slippery Slope).
Lemony Snicket, domnělý autor, vypravěč příběhů a pseudonym Daniela Handlera, je postavou, která se v knize objevuje jen okrajově. Postupuje ve stopách sourozenců Baudelairových, zkoumá a zaznamenává jejich činy. V posledních knihách série se o něm Violet, Klaus a Sunny dozvědí několik neurčitých informací a možná ho krátce potkají v knihách Široké okno (The Wide Window) a Předposlední utkání (The Penultimate Peril). Vypravěč Snicket na mnoha místech série přiznává, že je nešťastně zamilován do jisté tajemné Beatrice, která je však v době, kdy se odehrává děj Řady nešťastných příhod, již po smrti a o níž se čtenáři v poslední knize série nazvané prostě Konec dozvědí, co již stejně tuší, že byla matkou sirotků a známou spisovatele Lemonyho Snicketa. Právě Beatrice je také všech 13 knih věnováno.

## Uspořádání
Příběhy jednotlivých knih jsou zasazeny do rozličných časově přesně nevymezených míst v imaginárním světě. Jejich sloh má poněkud archaický názvuk, což svým způsobem malebně kontrastuje s používáním soudobých technických vymožeností. Tak například v Zákeřné nemocnici (The Hostile Hospital) posílají sourozenci Baudelairovi zprávu telegrafem, pan Poe běžně používá automobil a telefon, a v jednom případě dokonce vrtulník. Ve Strohé akademii má zástupce ředitele Nero v kanceláři moderní počítač a v Ponuré sluji hrají důležitou roli ponorky.

### Opakující se témata a pojetí
Většina dílů v Řadě nešťastných příhod začíná tam, kde předcházející díl skončil. Děj je věnován třem sourozencům, kteří se ocitli v nové situaci, typicky nikoli svým přičiněním. Zejména u prvních knih série je možno sledovat stejný základní vzorec. Mají 13 kapitol (protože 13 je nešťastné číslo) a Baudelairovi se vždy ocitají v novém prostředí s novými trampotami a novým opatrovníkem. Handler využívá zmiňovaných schopností sourozenců k rozvíjení děje. Violet stále něco vynalézá, Klaus vždy nachází knihovnu, aby prozkoumal její knihy a nalezl v nich potřebné řešení, a Sunny má zpočátku stále do čeho kousat. V pozdějších knihách série se u ní rozvíjejí kulinářské záliby.
Lemony Snicket mladým čtenářům často vysvětluje cizí slova a idiomatické výrazy, což bývá obvykle uvozeno souslovím což v tomto případě znamená nebo čímž chtěla říci – to v případě Sunnyina ne vždy srozumitelného dětského žvatlání, z něhož se posléze vyvíjí specifická řeč. I přes jasnou absurditu příběhu či událostí se Snicket tváří, že vše je naprostá pravda a že je jeho „...přetěžkou povinností zaznamenávat osudy sourozenců Baudelairových..., aby vešly konečně ve všeobecnou známost,“ jak se píše na konci každé knihy. Snicket často využívá humorné odbočky, v nichž dává k dobru svůj názor na různorodé záležitosti či události z vlastního života. Podrobnosti o jeho domnělém osobním životě jsou absurdní, neúplné a záměrně nedostatečně vysvětlené. Tvrdí například, že jej rozzuřený dav pronásledoval po dlouhých šestnáct mil. Nicméně řada podrobností z tohoto života je vysvětlena či naznačena v jeho Neautorizované biografii, jež tvoří jakýsi doplněk třináctidílné série.

## Seznam knih
Série obsahuje třináct hlavních knih a doplňkovou autobiografii:
- Zlý začátek
- Temné terárium
- Široké okno
- Ohavná pila
- Strohá akademie
- Nouzový výtah
- Zpustlá vesnice
- Zákeřná nemocnice
- Masožravý lunapark
- Ledová stěna
- Ponurá sluj
- Předposlední utkání
- Konec
- Neautorizovaná biografie

## Doprovodné postavy

### Frank a Ernest
Frank a Ernest Rozuzlení jsou dva ze tří sourozenců Rozuzlených.
Frank je člen D.P., zatímco Ernest je padouch na špatné straně organizace. Frank a Ernest byli představeni v knize Předposlední utkání jako vedoucí hotelu Rozuzlení. Protože jsou sourozenci stejní, sourozenci Baudelairovi je nikdy nedokázali rozeznat. Lemony Snicket uvádí přímou řeč vedoucího hotelu např. takto: "řekl Ernest, nebo to byl také Frank“. Oba ředitelé jsou vysocí, vyzáblí s dlouhými kostnatými pažemi.
Později bylo objeveno, že sourozenci Rozuzlení měli třetího bratra – Deweyho Rozuzleného. Knihovník Dewey shromáždil mnoho zpráv týkající se D.P. a uschoval je v podvodním katalogu, který je stejný v hotelu.
Dewey sourozencům Baudelairovým řekl o kódované zprávě v knize Předposlední utkání. Zpráva („Neumím vám říci, jestli jste nepřátelé, prosím odpovězte“) byla kódována Sebaldovým kódem. Ale obě strany při rozkolu D.P. používají stejné kódy, a tak se těžko vysvětluje původ zprávy. Frank ani Ernest se neobjevují v knize Konec. Pravděpodobně byli zahubeni nebo unikli požáru.
Jejich jména mohou být odvozená od komické dvojice Franka a Ernesta nebo je to přímá slovní hříčka se sourozenci Baudelairovými.

### Fiona
Vystupuje poprvé v jedenáctém díle Řady nešťastných příhod (Ponurá sluj).Fiona je dcerou Widdershinse,kapitána ponorky,která zachránila Violet, Klause a Sunny z Posedlé říčky,tekoucí Z Nedílného pohoří. Ačkoliv se zdá,že všichni členové divadelni společnosti hraběte Olafa jsou krutí a špatní, má mezi nimi Fiona bratra Fernalda. Fernald,vyzáblý muž s kovovými háky místo rukou, odchází od Olafa na konci knihy.

### Phil
Phil je přítel Violet, Klause a Sunny. V prvním díle pracuje na pile (Ohavná pila), kde Baudelarovi žijí. Později ho znovu potkají v ponorce Kvíkvegu (jedenáctý díl Ponurá sluj), kde pracuje jako kuchař.

### Soudkyně Straussová
Vystupuje poprvé v prvním díle jako úžasná sousedka.